# 분할 거울

망원경에 사용되는 주거울 크기 비교. 분할 거울울 이루는 세그먼트는 일반적으로 육각형이며 벌집 무늬처럼 배열된다.

분할 거울(영어: Segmented mirror)은 작은 거울을 여럿 배열하여 하나의 커다란 곡면 거울로 기능하게 한 거울이다. 세그먼트는 구면이나 비구면(쌍곡면 반사경을 구성할 경우)일 수 있다. 주로 대형 반사 망원경의 대물경으로 쓰인다. 분할 거울이 제대로 기능하려면 모든 거울 세그먼트가 정밀한 모양으로 연마된 후 컴퓨터가 미러 셀에 들어가 있는 액추에이터로 제어하는 능동 광학 장치를 통해 능동적으로 정렬되어야 한다.
이러한 개념을 발명한 사람은 귀도 호른 다르투로로, 20년간의 연구를 통해 1952년에 처음으로 기능하는 분할 거울을 만들었던 사람이었다. 이후 1980년대에 로런스 버클리 국립연구소와 캘리포니아대학교에서 제리 넬슨의 개발팀이 독자적으로 재발견하고 더 발전시켰다. 그리고 향후에 건설될 사실상 모든 거대 광학 망원경이 분할 거울을 사용하게 될 정도로 분할 거울에 필요한 제반 기술이 전 세계로 퍼져나갔다.

## 응용

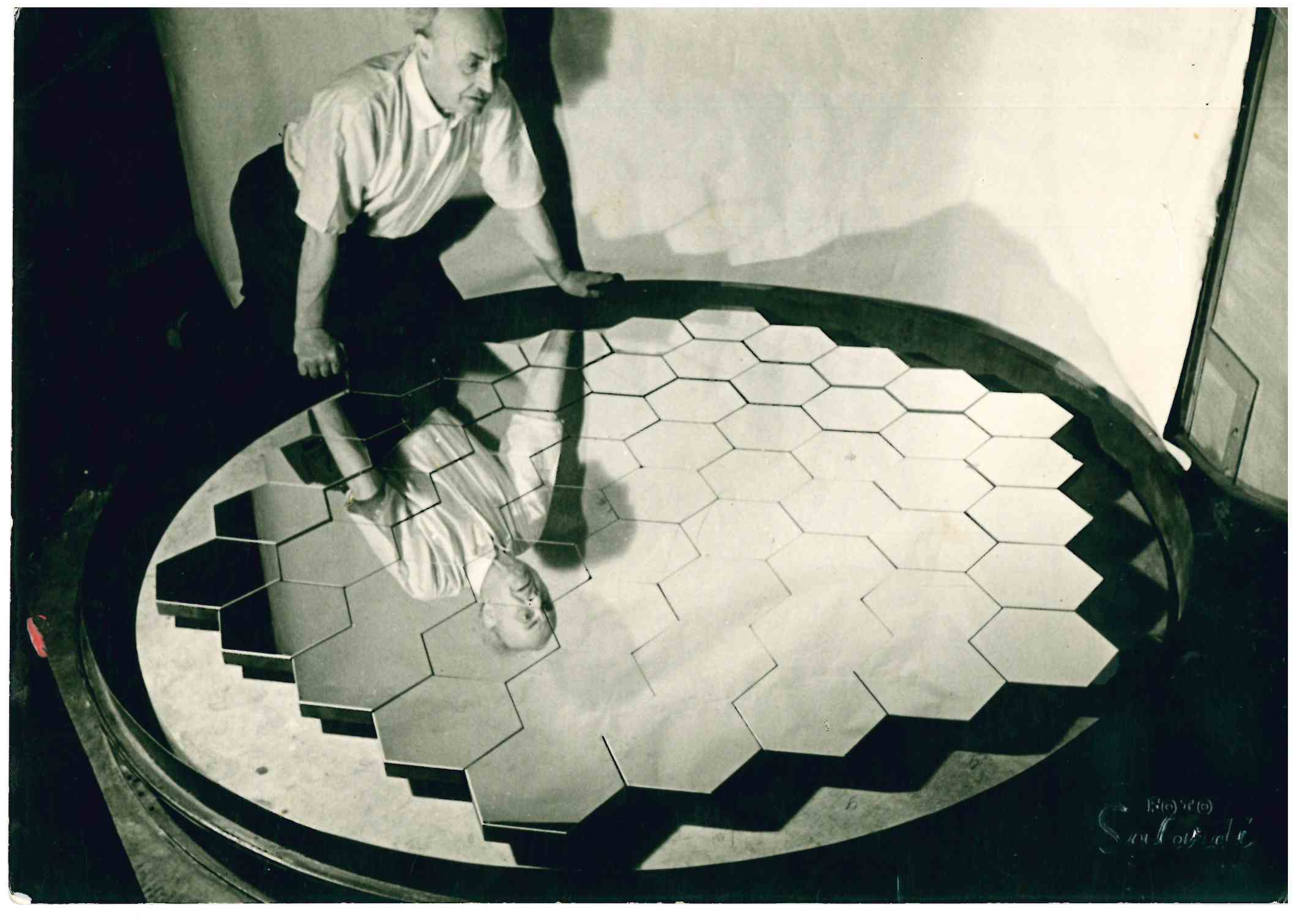
1952년, 육각형 거울 세그먼트 61개로 만든 초기 분할 거울.

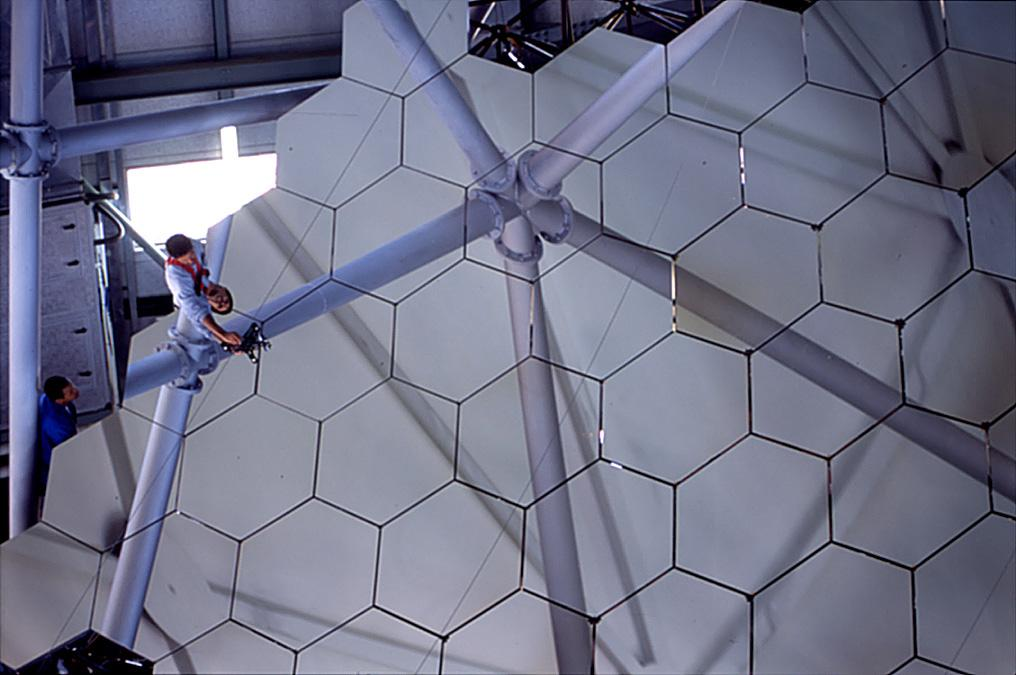
남아프리카 거대 망원경의 분할 거울.

단일 유리로 큰 주거울을 만드는 데는 기술적인 한계가 존재한다. 분할식이 아닌 일체형 거울(영어: monolithic mirror)은 지름 8미터 이상으로 제작하는 것이 불가능하다. 현재 운용 중인 가장 큰 일체형 거울은 거대 쌍안 망원경에 들어있는 주거울로, 지름이 각각 8.4미터이다. 따라서 분할 거울을 사용하는 일은 구경이 큰 망원경의 핵심 사항이라 할 수 있다. 직경이 5미터보다 큰 일체형 거울은 거울과 거울을 지지하는 육중한 구조물을 제작하는 데 비용이 너무 많이 들어간다. 또한, 이 크기를 넘어서는 거울은 망원경이 회전하여 다른 곳을 지향할 때마다 자체 중량에 의해 약간 쳐지면서 정밀하게 가공된 반사면의 모양에 변화를 줄 수 있다. 거울 세그먼트는 가공도 쉽고 운송과 설치와 유지보수도 거대한 일체형 거울보다 쉽다.
분할 거울은 각 세그먼트가 상당히 정밀하게 비대칭형으로 만들어질 필요가 있고, 컴퓨터로 제어되는 복잡한 가대 장치에 의존한다는 단점이 있다. 또한, 모든 세그먼트가 최종 정렬 후의 이미지에 회절 현상을 남긴다는 점도 있다.
분할 거울의 또 다른 응용 사례로는 증강현실에서 광학 요소의 크기를 최소화하려는 일을 들 수 있다. tooz 社는 광학 스마트 글래스 요소에 들어가는 라이트 가이드에서 빛을 분리하기 위해 부분적으로 반사하는 분할 거울 배열을 사용하고 있다.

## 분할 거울을 사용하는 망원경

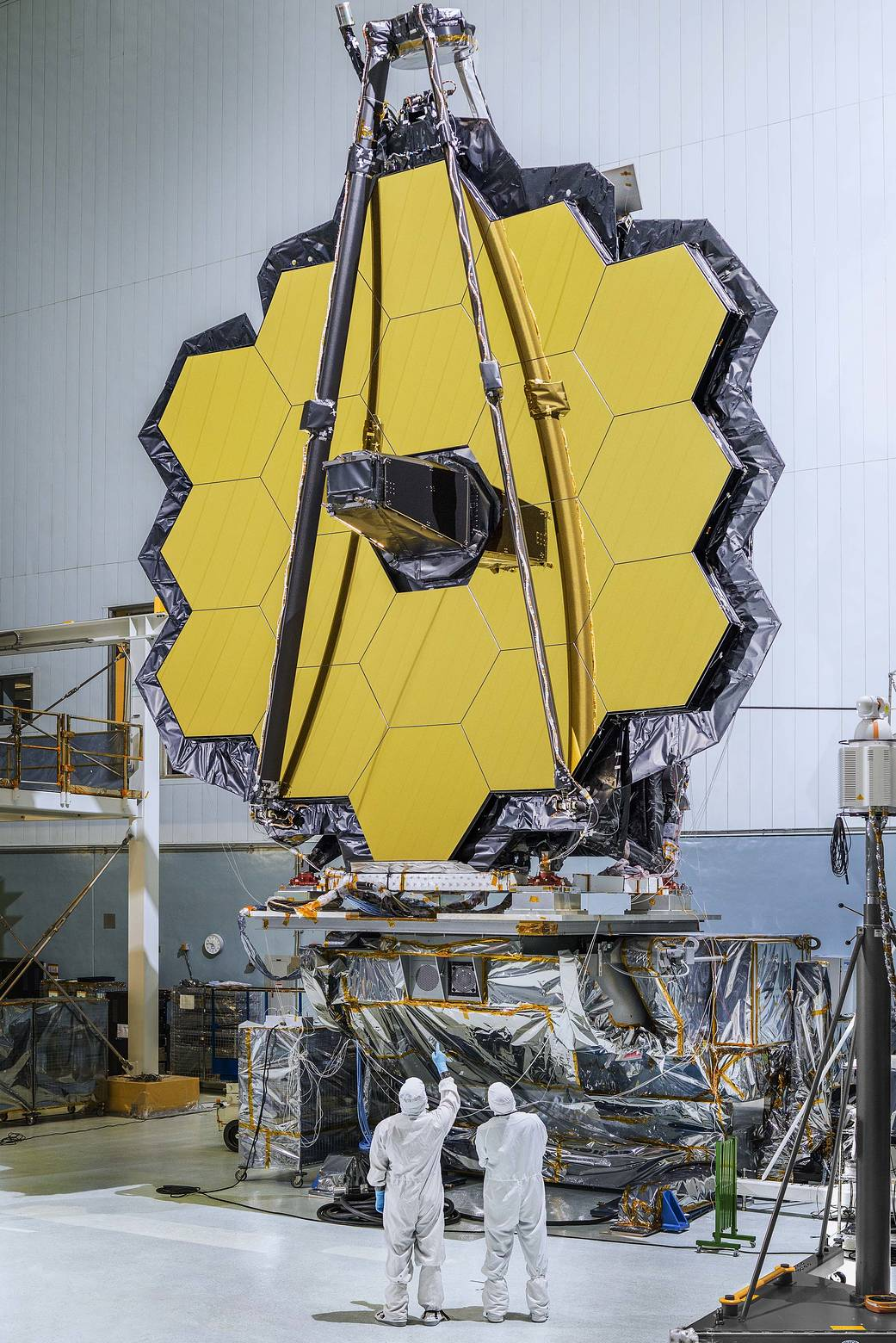
제임스 웹 우주 망원경의 주거울.

다음처럼 세계에서 가장 큰 광학 망원경 일부가 분할 거울을 주거울로 사용하고 있다. 이 목록의 망원경만이 분할 거울을 사용하는 것은 아니라는 점을 주의하라.
- 켁 망원경

쌍둥이 망원경으로, 미국 하와이 마우나케아산 정상 부근 해발 4,145미터에 있는 마우나케아 천문대에서 가장 크다. 두 망원경의 주거울 지름은 10 m에 달한다.
- 하비-에벌리 망원경(영어판)

해발 2,026 m 웨스트 텍사스 맥도널드 천문대에 있는 9.2미터 망원경이다. 주거울은 91개의 육각 세그먼트로 이루어져 있다. 망원경의 주거울은 지면에 대해 55도 각도로 고정되어 있으며, 밑면을 회전하는 식이다. 표적은 망언경 초점에 있는 관측 장비를 움직여서 추적한다. 이를 통해 이 위치에서 하늘의 약 70~81%를 관측할 수 있으며, 하나의 표적을 두 시간까지만 추적할 수 있다.
- 남아프리카 거대 망원경

관측 시간의 대부분을 분광에 쓰는 10미터 망원경이다. 하비-에벌리 망원경과 유사하게 폭이 1미터인 육각 거울 세그먼트 91개가 조립되어 11.1 m × 9.8 m (36 ft × 32 ft)의 육각형 거울을 만든다. 남아프리카 공화국 카루 서덜랜드 타운 근처에 있다. 남아프리카 공화국 국립 광학 천문대인 남아프리카 천문대의 시설이다.
- 카나리아 거대 망원경

그란테칸(스페인어: GranTeCan)이라고도 한다. 총 36개의 거울 세그먼트를 사용한다. 주거울이 10.4 m로 현재 세계에서 가장 큰 광학 망원경이다. 스페인 카나리아 제도 라팔마섬 로케 데 로스 무차초스 천문대에 위치하고 있다.
- LAMOST(영어판)

대천구면적 다표적 광섬유 천문 망원경(중국어: 大天区面积多目标光纤光谱天文望远镜)은 중국 허베이성에 위치한 탐사용 망원경이다. 각각 24개와 37개의 세그먼트로 이루어진 직사각형 거울 두 개를 사용한다. 육각 세그먼트의 크기는 1.1미터이다.
- 제임스 웹 우주 망원경

제임스 웹 우주 망원경은 열여덟 개의 거울 세그먼트를 사용하며, 대부분 2011년에 제작되었다. 2021년 12월 25일 기아나 우주 센터에서 아리안 5 로켓에 실려서 발사되었다.

## 차세대 망원경
2020년대부터 운용될 세 가지 차세대 거대 망원경이 분할 거울을 사용한다. 거대 마젤란 망원경은 일곱 개의 커다란 거울 세그먼트를 사용하여 분할 거울 망원경이나 별도의 그룹으로 분류된다. 30미터 망원경은 하와이 마우나케아 천문대에 지어질 예정이며, 육각 세그먼트 492개를 사용할 것이다. 셋 중에서 가장 큰 유럽 초대형 망원경은 총 798개의 세그먼트를 사용해서 주거울을 만든다. 퍼스트 라이트는 2027년으로 예상된다.

## 회절 스파이크
분할 거울을 사용하는 망원경의 이미지는 거울 모서리의 회절로 인해 회절 스파이크가 나타난다. 이미지 면에서 거울 모서리 방향의 수직으로 두 개의 스파이크가 나타나기 때문에 제임스 웹 우주 망원경처럼 주거울이 육각형인 경우는 여섯 개의 스파이크가 나타난다(추가로 부거울을 지지하는 스파이더 때문에 작고 어두운 스파이크도 나타남).

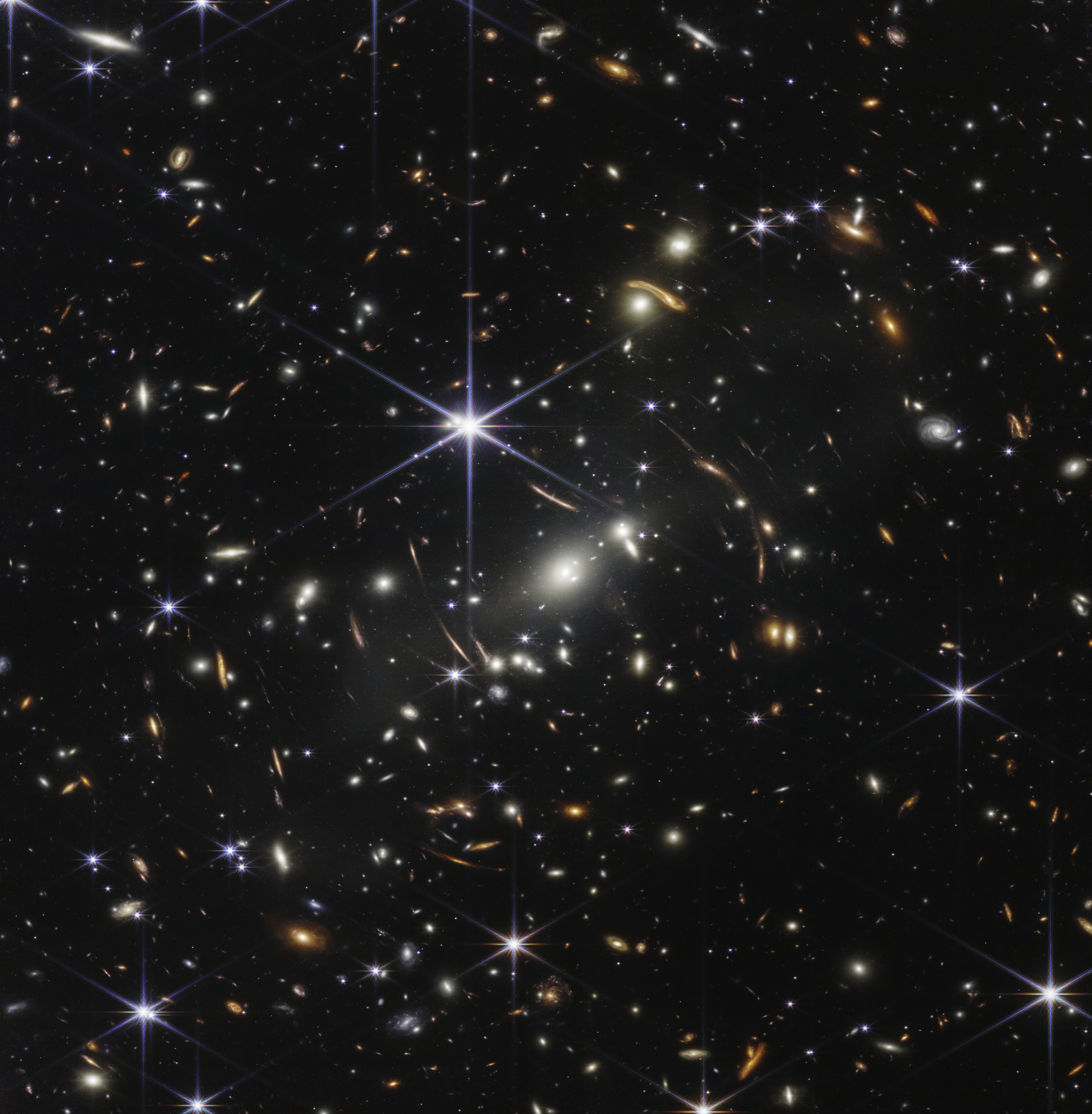
제임스 웹 최초의 딥 필드에서 나타나는 밝은 별의 회절 스파이크.
제임스 웹 주거울 세그먼트의 모서리와 스파이더가 각자 대응하는 회절 스파이크와 같은 색으로 처리되어 있다.

## 같이 보기
- 크기순 광학 반사 망원경 목록(영어판)